# Hendrik Hoppenstedt
Hendrik Hoppenstedt (ur. 14 czerwca 1972 w Großburgwedel) – niemiecki polityk i prawnik, działacz Unii Chrześcijańsko-Demokratycznej (CDU), burmistrz Burgwedel (2005–2013), deputowany do Bundestagu (od 2013), minister stanu w Urzędzie Kanclerza Federalnego (2018–2021).

## Życiorys
W latach 1978–1992 uczęszczał do szkół w Thönse, Abingdon (Anglia) i Großburgwedel, gdzie uzyskał świadectwo dojrzałości. W latach 1992–1993 odbył służbę wojskową oraz przeszedł szkolenie na oficera rezerwy; obecnie posiada stopień podpułkownika rezerwy. W latach 1993–1999 studiował prawo na uniwersytetach w Pasawie, Lozannie i Würzburgu, zakończone doktoratem. W latach 1999–2001 odbywał aplikację prawniczą w Hanowerze, z praktykami m.in. w sądzie krajowym, prokuraturze i ambasadzie Niemiec w Waszyngtonie. Egzamin państwowy zdał w 2001 roku.
W latach 2002–2005 pracował w Allianz Versicherungs-AG w Berlinie jako asystent zarządu, następnie jako kierownik działu; równolegle wykonywał zawód adwokata. W latach 2005–2013 pełnił funkcję burmistrza miasta Burgwedel.
Od 1997 roku związany z CDU, był m.in. członkiem prezydium CDU Dolnej Saksonii, przewodniczącym struktur okręgowych partii w Hanowerze oraz powiecie Hannover-Land. W 2013 po raz pierwszy został wybrany do Bundestagu. Z powodzeniem ubiegał się o reelekcję w  2017, 2021 oraz 2025.
Od listopada 2016 do marca 2018 był zastępcą przewodniczącego Komisji ds. Prawnych i Ochrony Konsumentów. W latach 2018–2021 pełnił funkcję ministra stanu w Urzędzie Kanclerskim. Od grudnia 2021 roku jest parlamentarznym sekretarzem CDU/CSU w Bundestagu, a od listopada 2022 roku współprzewodniczącym Komisji Mediacyjnej Bundestagu i Bundesratu.